# Fergus Falls (Minnesota)
Fergus Falls – miasto w Stanach Zjednoczonych, w stanie Minnesota, w hrabstwie Otter Tail.